# Sågtjärnen (Rättviks socken, Dalarna)
Sågtjärnen är en sjö i Rättviks kommun i Dalarna och ingår i Dalälvens huvudavrinningsområde. Sjön har en area på 0,0623 kvadratkilometer och ligger 253,9 meter över havet. Sjön avvattnas av vattendraget Kolningån (Marnäsån).

## Delavrinningsområde
Sågtjärnen ingår i det delavrinningsområde (677008-147805) som SMHI kallar för Inloppet i Gravsjön. Medelhöjden är 272 meter över havet och ytan är 11,44 kvadratkilometer. Räknas de 2 avrinningsområdena uppströms in blir den ackumulerade arean 40 kvadratkilometer. Kolningån (Marnäsån) som avvattnar avrinningsområdet har biflödesordning 3, vilket innebär att vattnet flödar genom totalt 3 vattendrag innan det når havet efter 292 kilometer. Avrinningsområdet består mestadels av skog (92 procent). Avrinningsområdet har 0,06 kvadratkilometer vattenytor vilket ger det en sjöprocent på 1,4 procent.